# Rosnowo, Hạt Koszalin
Rosnowo [rɔsˈnɔvɔ] (trước đây là Roßnow của Đức) là một ngôi làng thuộc khu hành chính của Gmina Manowo, thuộc quận Koszalin, West Pomeranian Voivodeship, ở phía tây bắc Ba Lan. Nó nằm khoảng 6 kilômét (4 mi)  phía nam Manowo, 15 km (9 mi) phía đông nam Koszalin và 135 km (84 mi) về phía đông bắc của thủ đô khu vực Szczecin.
Trước năm 1945, khu vực này là một phần của Đức. Đối với lịch sử của khu vực, xem Lịch sử của Pomerania.
Ngôi làng có dân số 2.300 người.